# Lármás pitta
A lármás pitta (Pitta versicolor) a madarak osztályának verébalakúak (Passeriformes)  rendjébe és a pittafélék (Pittidae) családjába tartozó faj.

## Rendszerezése
A fajt William Swainson angol ornitológus írta le 1825-ben.

## Alfajai
- Pitta versicolor intermedia Mathews, 1912
- Pitta versicolor simillima Gould, 1868
- Pitta versicolor versicolor Swainson, 1825[2]

## Előfordulása
Ausztrália keleti részén fészkel, Indonézia és Pápua Új-Guinea területére is eljut. Természetes élőhelyei a szubtrópusi vagy trópusi síkvidéki és hegyi esőerdők, mangroveerdők és száraz cserjések, valamint városi környezet. Vonuló faj.

## Megjelenése
Testhossza 21 centiméter, testtömege 70-128 gramm. A feje teteje gesztenyebarna, alatta fekete egészen a nyakáig. A háta zöld, melle és a hasa sárgás világosbarna.
|  |

## Életmódja
Csigákkal és rovarokkal, földigiliszták és pókokkal táplálkozik, de fogyaszt garnélarákokat és rákokat is.

## Szaporodása
Fészekalja 3–4 tojásból áll.

## Természetvédelmi helyzete
Az elterjedési területe rendkívül nagy, egyedszáma ugyan csökken, de még nem éri el a kritikus szintet. A Természetvédelmi Világszövetség Vörös listáján nem fenyegetett fajként szerepel.